# Nothocasis sikkima
Nothocasis sikkima är en fjärilsart som beskrevs av Moore 1888. Nothocasis sikkima ingår i släktet Nothocasis och familjen mätare. Inga underarter finns listade i Catalogue of Life.